# Argyrocytisus
Argyrocytisus é um género botânico pertencente à família Fabaceae.